# Sustead
Sustead is een civil parish in het bestuurlijke gebied North Norfolk, in het Engelse graafschap Norfolk met 215 inwoners.